# 선샤인브리지

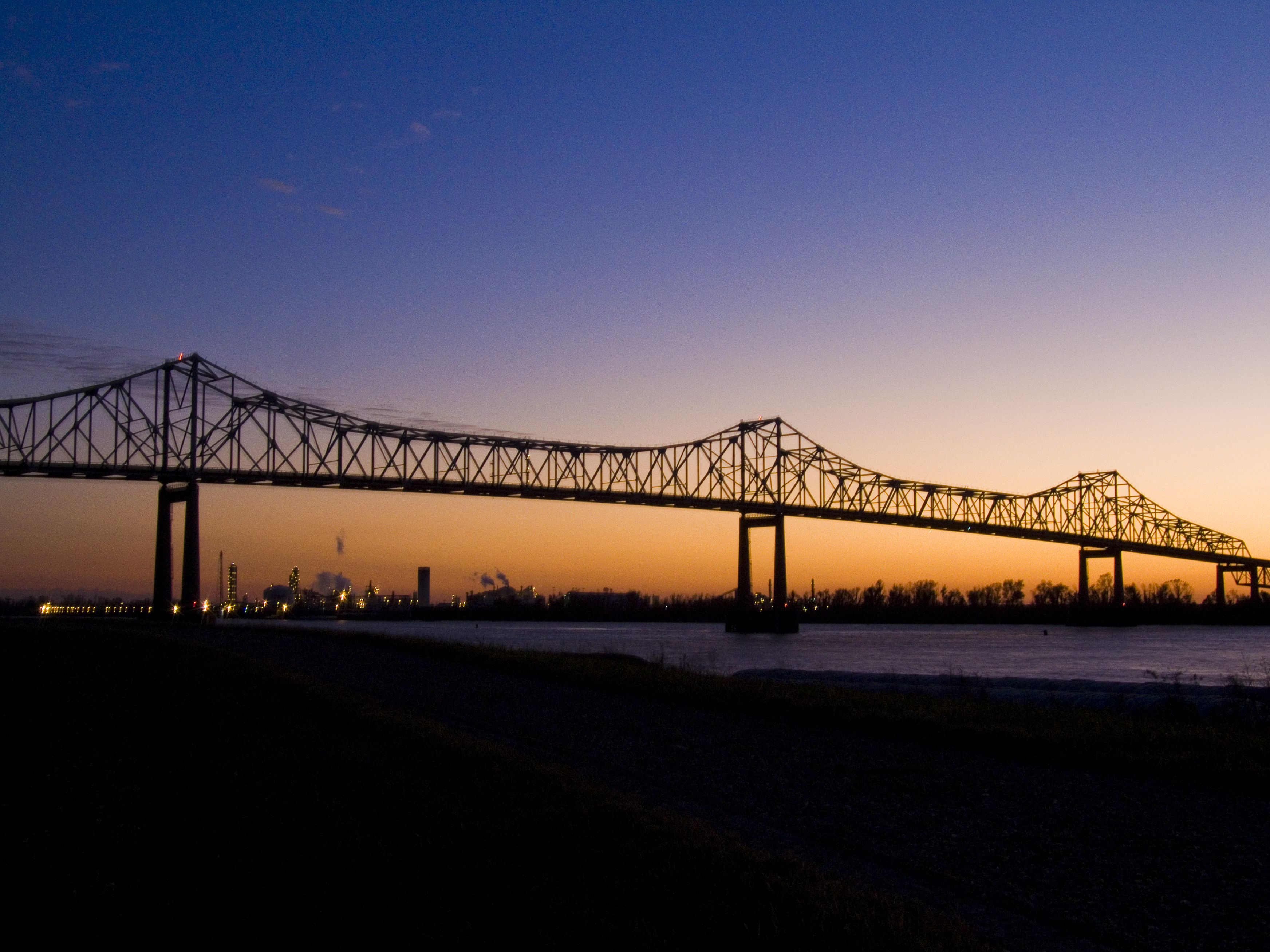

선샤인브리지(Sunshine Bridge)는 루이지애나주 세인트제임스군 미시시피강 위에 있는 다리이다. 1963년 완공되어 1964년 8월 오픈하였다.
1964년 오픈 당시부터 2001년 8월 15일까지 서쪽 강둑으로 가는 교통 차량에 대해 50센트 통행비를 받았다. 총 길이는 2,510미터에 이른다.